# Ronnie Moore (Bahnsportler)

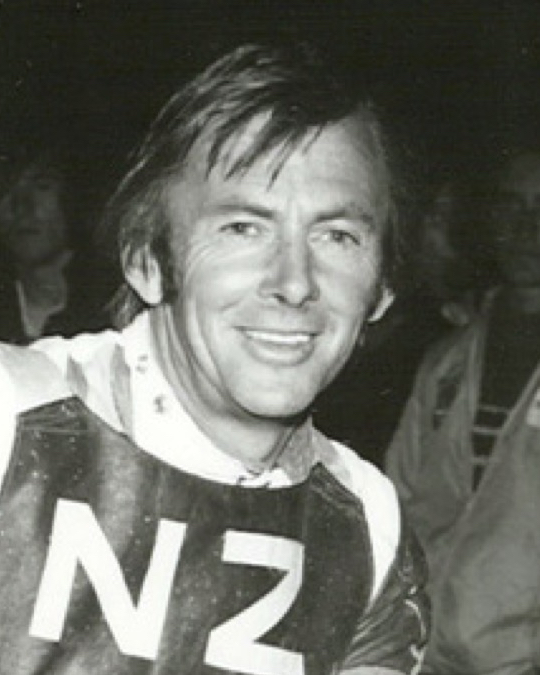
Ronnie Moore (1973)

Ronald Leslie „Ronnie“ Moore (* 8. März 1933 in Hobart auf Tasmanien, Australien; † 18. August 2018) war ein neuseeländisch-britischer Speedwayfahrer und Weltmeister von 1954 und 1959, der von 1948 bis 1975 als Rennfahrer aktiv war.

## Leben
Obwohl gebürtiger Australier, wanderte er mit seiner Familie noch als kleines Schulkind nach Neuseeland aus und wuchs in Christchurch auf, wo er, wie Ivan Mauger und Barry Briggs auch, die Kunst des Speedwayfahrens erlernte. Einzigartig an Ronnie Moore war, dass er bereits 1950 als 17-Jähriger einen Profivertrag in der britischen Speedwayliga in London bei den Wimbledons Dons erhielt und auch schon im September 1950 am Speedway-Einzel-WM-Finale im Wembley-Stadion zu London teilnahm. Mit nur 21 Jahren wurde Moore 1954 Speedway-Weltmeister und konnte diesen Triumph 1959 wiederholen. 1955, 1956 und 1960 gewann er jeweils die WM-Silbermedaille. Mit Landsmann Ivan Mauger gewann er 1970 für Neuseeland die Best-Pairs-Weltmeisterschaft, außerdem nahm er für Großbritannien am Speedway-World-Team-Cup teil. Von 1950 bis 1972 startete Ronnie Moore ausschließlich für die Wimbledons Dons in der britischen Liga. Im Jahre 1975 musste er seine Karriere abrupt beenden, infolge eines Sturzes beim Speedwayrennen in New South Wales in Australien, bei dem er sich erhebliche Kopfverletzung zugezogen hatte. 1985 wurde er von der britischen Königin als Member des Order of the British Empire (MBE) ausgezeichnet. Ronnie Moore betrieb nach seiner Karriere eine Speedway-Rennschule.

## Erfolge
- Einzel:
  - Speedway-Weltmeister: 1954, 1959
  - Speedway-Vize-Weltmeister: 1955, 1956, 1960
- Team:
  - Best-Pairs Weltmeister: 1970
- Britische Liga:
  - Wimbledons Dons: 1950 bis 1972